# Megacombinatie
De Megacombinatie (afgekort MC en ook geschreven als MEGA Combinatie of Mega Combinatie) was een politieke alliantie in Suriname die op 5 juli 2008 werd opgericht.

## Alliantie
Het was een bundeling van de volgende vier partijen:
- de Nationale Democratische Partij (NDP)
- de Progressieve Arbeiders- en Landbouwers Unie (PALU)
- Nieuw Suriname (NS)
- de Kerukunan Tulodo Pranatan Inggil (KTPI)

## Bestuur
Het bestuur van de combinatie werd gevormd door het Voorzitters Collectief bestaande uit:
- Desi Bouterse (NDP)
- Willy Soemita (KTPI)
- Jim Hok (PALU)
- John Nasibdar (NS)

## Verkiezingen
De combinatie werd opgericht met het doel om gezamenlijk mee te doen aan de parlementsverkiezingen van 25 mei 2010. Bij deze verkiezing behaalde de Megacombinatie 40,22% van de stemmen en daarmee 23 van de 51 parlementaire zetels (19 voor de NDP, twee voor NS, een voor de KTPI en eveneens een voor de PALU). Desi Bouterse werd namens de Megacombinatie voorgedragen als kandidaat voor het presidentschap van Suriname. De samenwerking van de Megacombinatie met de A-Combinatie van Ronnie Brunswijk (7 zetels) en de Pertjajah Luhur van Paul Somohardjo (6 zetels) leverden een totaal op van 36 zetels en dat zijn er precies twee méér dan de voor directe verkiezing vereiste tweederdemeerderheid in De Nationale Assemblée. Bouterse werd op 19 juli 2010 dankzij deze meerderheid gekozen tot president van Suriname. Nota bene: Na de verkiezing van Bouterse tot president van Suriname, kwam zijn zetel beschikbaar; Henk Ramnandanlal, ondervoorzitter van de PALU, gaf vanaf 20 juli 2010 invulling aan deze zetel. Hierdoor had de PALU daarna twee zetels in De Nationale Assemblée.

### Kabinet-Bouterse I
Tijdens het kabinet-Bouterse I is Nieuw Suriname op 24 maart 2011 uit de Megacombinatie gestapt vanwege "de behandeling die zij kregen binnen de Megacombinatie". Zij vormden toen een eigen fractie, maar maakten nog steeds deel uit van de coalitie totdat zij op 24 april 2012, vanwege hun standpunt over de amnestiewet, door president Bouterse uit de coalitie werden gezet. Terwijl de KTPI officieel nog steeds deel uitmaakte van de Megacombinatie, richtte parlementariër Oesman Wangsabesari een eigen partij op met de naam Nieuwe Stijl KTPI.